# Davichi
Davichi (кор. 다비치; читается как Давичи) — южнокорейский дуэт, состоящий из Ли Хэри и Кан Минкён. Дуэт был сформирован в 2008 году агентством Mnet Media.
Дуэт выпустил три студийных альбома и шесть мини-альбомов, а также участвовал в нескольких саундтреках к телевизионным сериалам. С момента их дебюта с синглом «I Love You Even Though I Hate You», они добились постоянного коммерческого успеха, выпустив семь синглов номер один в Корее. У них меньше поп-эстетики, чем обычно определяет K-pop и Халлю, больше внимания уделяется силовым балладам под влиянием R&B.

## Название
Их название, происходит от корейской фразы «сияющий над всем» (кор. 다 비치).

## Карьера

### 2008-2010: Дебют сAmaranthи рост популярности

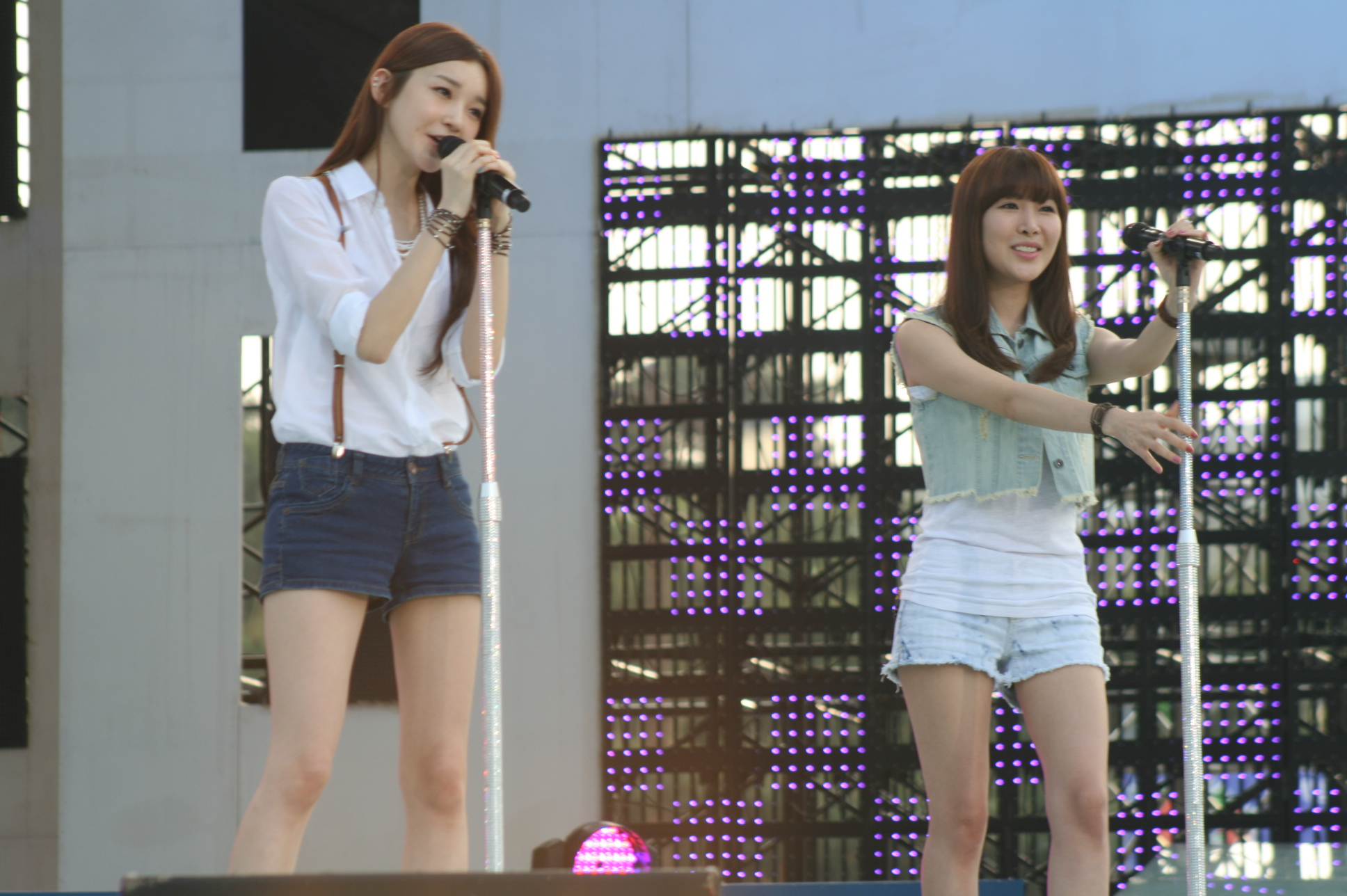
Davichi в 2010 году.

4 февраля 2008 года дуэт выпустил дебютный альбом под названием Amaranth. Заглавный трек «I Hate You, I Love You» выиграл в номинации «Новички месяца (февраль)» на премии Cyworld Digital Music. После завершения промоушена с песней «I Hate You, I Love You», дуэт вернулся с промоушеном песни «Sad Promise». 8 июля 2008 Давичи выпустили переизданный первый альбом «Vivid Summer Edition» с заглавным треком «Love and War».
В конце 2008 года Давичи выиграли ряд наград в номинации «Лучший новый артист» на таких церемониях как: Mnet Asian Music Awards, Golden Disk Awards и Seoul Music Awards.
5 марта 2009 вышел первый мини-альбом Davichi in Wonderland с заглавным синглом «8282». Песня стала популярной среди общественности, что принесло дуэту вершины в музыкальных чартах.
30 апреля 2010 был анонсирован выпуск второго мини-альбома дуэта Innocence, с заглавным синглом «Time, Please Stop». 6 мая 2010 года мини-альбом вышел в продажу. Через три дня вышел клип к песне «Time, Please Stop», где снялась участница группы T-ara Ынчжон.

### 2011-2012:Love Delight

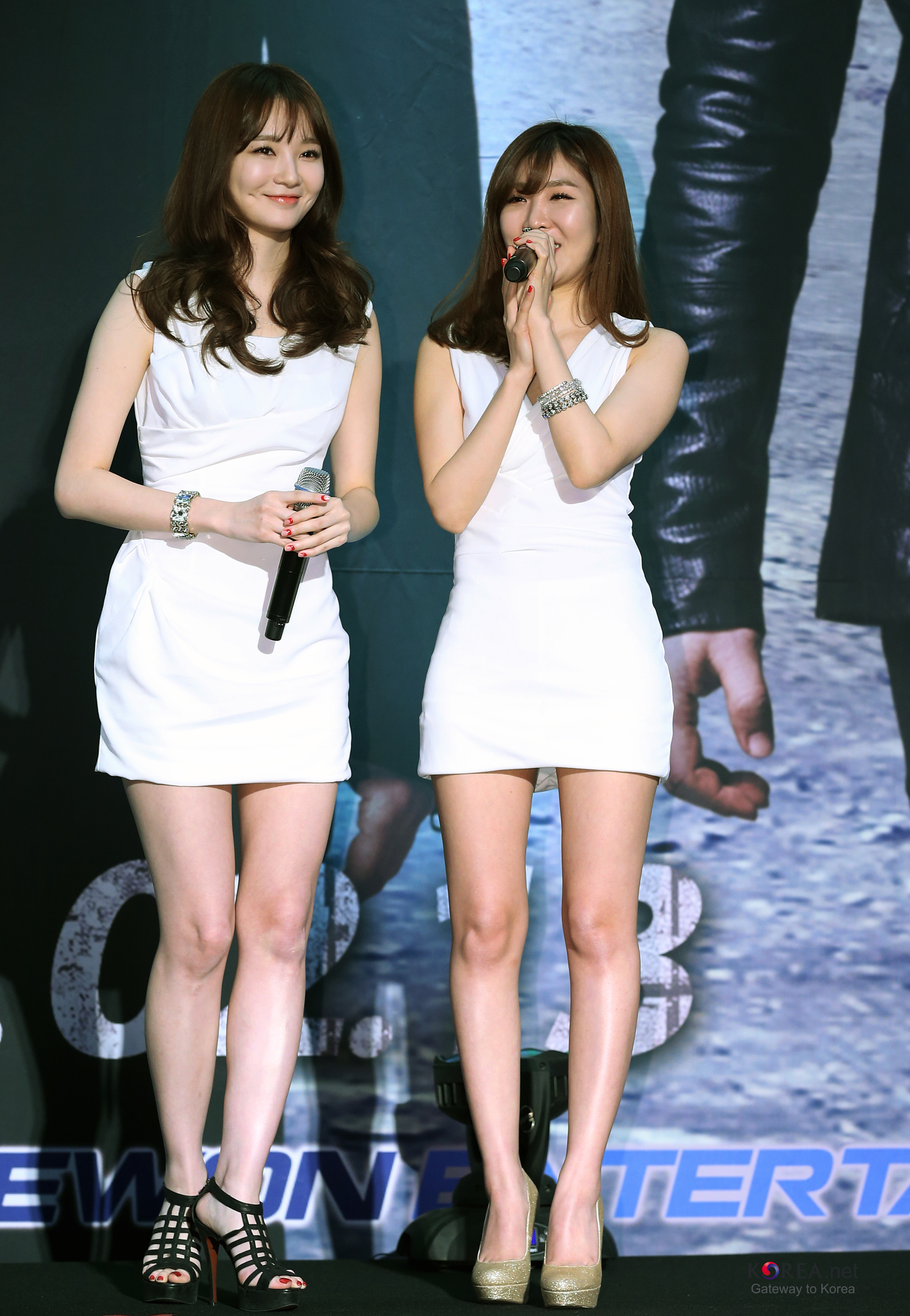
Davichi на пресс-конференции Iris II: New Generation 7 февраля 2013 года.

16 августа 2011 года появилась информация о том, что дуэт выпустят свой третий мини-альбом Love Delight в конце месяца. 27 августа дуэта заявило, что мини-альбом был слит в интернет. Несмотря на то, что слитый альбом быстро разошелся по интернет-сайтам, агентство не стало переносить дату релиза. 29 августа вышел третий мини-альбом Davichi с заглавной песней «Don’t Say Goodbye». В течение трех недель песня занимала первое место в корейском цифровои чарте Gaon и в чарте Billboard K-Pop Hot 100.
7 октября 2012 было анонсировано, что дуэт покинет лейбл и перейдет в независимое агентство, однако, прошло меньше месяца и эта информация была опровергнута, участницы заключили новые контракты и остались в Core Contents Media.

### 2013—2014:Mystic Balladи6,7
27 февраля 2013 года вышли промофото дуэта ко второму студийному альбому Mystic Ballad. Информация на фото гласила, что альбом выйдет 20 марта 2013 года и при записи дуэт сотрудничал с Duble Sidekick, Verbal Jint, Jung Suk Won и Ryu Jae Hyun. 3 марта вышло видео к заглавному треку альбома, «Turtle», с участием Хёён из группы 5dolls. Песня быстро заняла лидирующие строчки чартов и попала на первое место в Корейском чарте синглов Gaon. 18 марта вышел клип к песне «Just the Two of Us». Спустя несколько часов в продажу поступил альбом и сразу после релиза он возглавил корейские чарты в реальном времени. Промоушен с «Just the Two of Us» начался 21 марта на музыкальном шоу M! Countdown. 28 марта дуэт занял первое место на шоу M! Countdown, они получили 15-ю по счету награду на муз. шоу с момента дебюта.
1 апреля дуэт выпустил цифровой сингл «Be Warmed (feat. Verbal Jint)» и музыкальное видео к нему. Песня должна была войти в состав альбома Mystic Ballad, однако, по неизвестным причинам, трек был исключен. Песня быстро стала популярной в Южной Корее и заняла первые строчки во всех муз. чартах в реальном времени, получив тем самым статус «all-kill».
23 февраля 2014 года было объявлено, что контракт Davichi истек и что продление их контракта с Core Contents Media представляется маловероятным. Вскоре было объявлено, что дуэт действительно не подписал новый контракт, но что они выпустят последний студийный альбом с компанией в качестве "прощального подарка". 4 июня Davichi  выпустили сингл «Again», с участием Ким Тэ Мина, Пак Сан Вона и Сынхи из F-ve Dolls. 18 июня дуэт выпустил сингл «Pillow», ранее не издававшуюся дебютную песню. Минт-альбом 6,7 был выпущен в цифровом виде на следующий день. 3 июля Davichi выпустили сингл «Don't Move» в качестве своего последнего сингла под лейблом Core Contents Media с музыкальным видео с участием Дани из T-ara N4 и Сонмина из SPEED.
13 июля Davichi выпустили саундтрек «It's Okay, That's Love» который был показан на протяжении всей дорамы SBS It's Okay, That's Love. Вскоре после этого, 17 июля, дуэт подписал эксклюзивный контракт с CJ E&M после истечения срока их контракта с Core Contents Media.

### 2015–2016:Davichi Hug,50 x Half

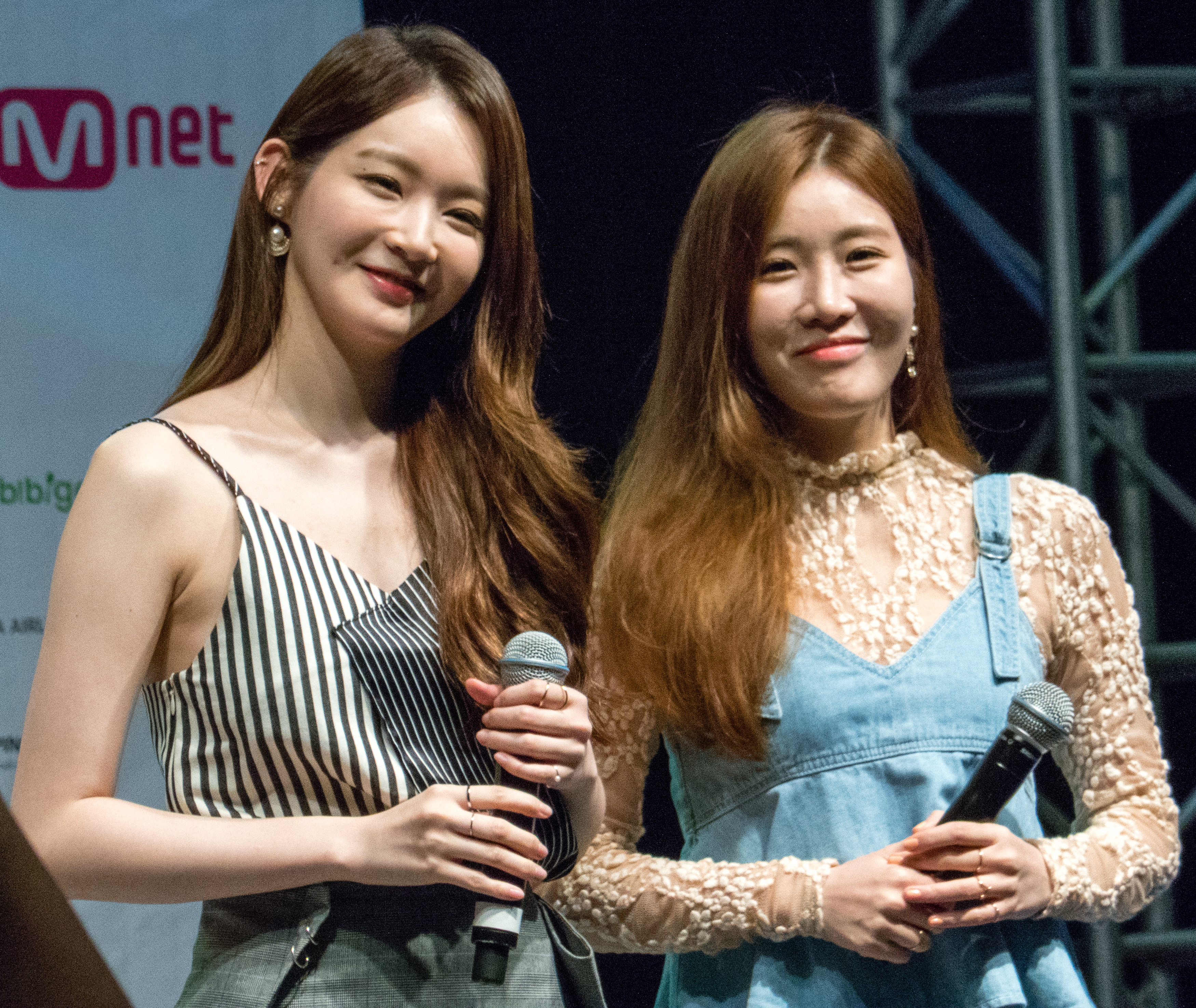
Davichi на KCON Los Angeles в июле 2016 года.

Davichi выпустил новый мини-альбгм Davichi Hug 21 января 2015 года с двумя ведущими синглами «Crying Again» и «Sorry, I'm Happy». Альбом был выпущен под лейблом CJ E&M MMO Entertainment. 16 декабря они выпустили цифровой сингл «WHITE» с участием Джея Пака, их первый релиз под лейблом CJ E&M B2M Entertainment.
13 октября 2016 года Davichi выпустили свой шестой мини-альбом, 50 x Half с двойными заглавными треками «Beside Me» и «Love Is To Give». 28 октября Davichi объявили о своем сольном концерте под названием Davichi In Tempo <50 X HALF>. Два концерта состоялись в Сеуле в Большом зале Университета Йонсей 30-31 декабря.

### 2017—н.в:&10

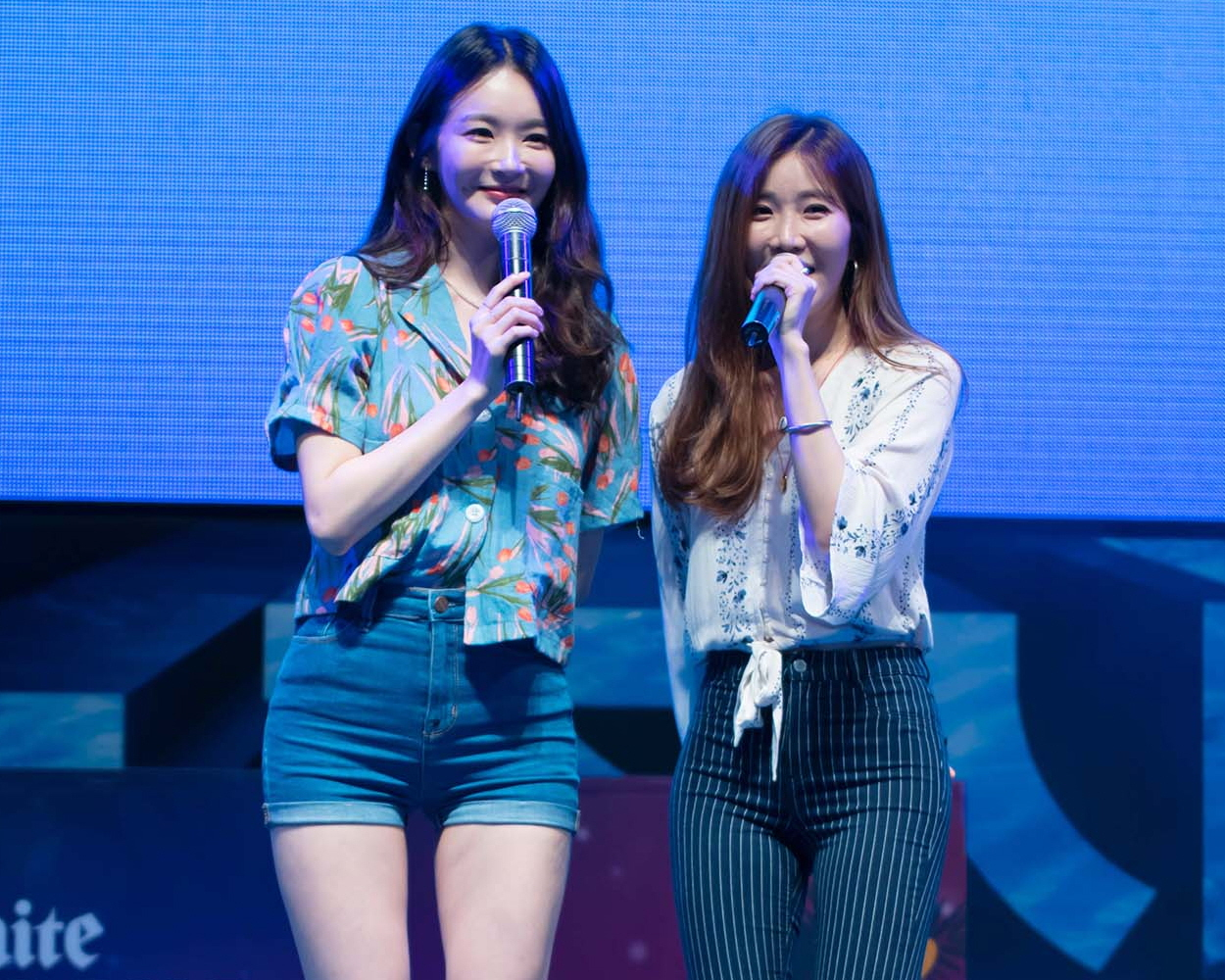
Davichi на концерте Ocean World Play Honorary Concert в июле 2017 года.

11 октября 2017 года Davichi выпустили свой цифровой сингл под названием «To Me». 15 декабря дуэт объявил, что их сольный концерты под названием Davichi La eve Concert 2017 пройдет в Сеуле в Большом зале Университета Йонсей с 23 по 24 декабря.
16 января 2018 года B2M Entertainment объявили, что Davichi выпустят свой третий студийный альбом, чтобы отпраздновать свой 10-летний юбилей. Дуэт выпустил свой третий студийный альбом &10 25 января с заглавным треком «Days Without You».
Davichi выпустили сингл «Unspoken Words» 17 мая 2019 года. Слова песни о сердце женщины, которая все еще скучает по своему возлюбленному после расставания.
Davichi выпустили новый сингл «Just Hug Me» 12 апреля 2021 года. Песня была описана как баллада среднего темпа с текстами о женщине, которая хочет, чтобы ее бывший возлюбленный тепло обнял ее с любящим сердцем без каких-либо оправданий или слов в тот момент, когда мы снова встретимся после разрыва.
Дуэт выпустит новый сингл 18 октября.

## Дискография
Студийные альбомы
- Amaranth (2008)
- Mystic Ballad (2013)
- &10 (2018)

Мини-альбомы
- Davichi in Wonderland (2009)
- Innocence (2010)
- Love Delight (2011)
- 6,7 (2014)
- Davichi Hug (2015)
- 50 x Half (2016)

## Концерты
- Davichi 1st Concert "The Premiere Wide Hole" In Seoul (2009)
- Davichi Christmas Concert In Seoul (2010)
- Davichi Concert 'To Send' (2011)
- Davichi Concert 'Davichi Code' (2013)
- Davichi Concert 'Winter Hug' (2015)
- Davichi In Tempo <50 X HALF> (2016)
- Davichi OST & Greatest Hits Live In Singapore (2017)
- Davichi La êve Concert (2017)
- Davichi Live Tour '&10' (2018)
- Davichi Winter Party (2018)
- Davichi Concert In Taipei (2019)
- Davichi Concert In LA & San Francisco (2019)

## Награды
| Год  | Премия                       | Категория                                          | Результат |
| ---- | ---------------------------- | -------------------------------------------------- | --------- |
| 2008 | Cyworld Digital Music Awards | Новичок месяца (февраль)                           | Победа    |
| 2008 | Cyworld Digital Music Awards | Новичок месяца (июль)                              | Победа    |
| 2008 | Mnet Asian Music Awards      | Лучшая новая женская группа                        | Победа    |
| 2008 | 23rd Golden Disk Awards      | Лучший новый артист                                | Победа    |
| 2009 | 17th Seoul Music Awards      | Лучший новый артист                                | Победа    |
| 2009 | Cyworld Digital Music Awards | Песня месяца (март) («8282»)                       | Победа    |
| 2009 | 24th Golden Disk Awards      | Bonsang ('Davichi in Wonderland')                  | Победа    |
| 2010 | Cyworld Digital Music Awards | Bonsang                                            | Победа    |
| 2010 | 19th Seoul Music Awards      | Bongsang Award («8282»)                            | Победа    |
| 2012 | 1st Gaon Chart K-Pop Awards  | Bonsang                                            | Победа    |
| 2012 | 14th Mnet Asian Music Awards | Best Vocal Performance Group («Will Think Of You») | Победа    |

### Награды на муз. шоу
| Год  | Премия |
| ---- | --- |
| 2008 | - Sad Promise - 4 мая — SBS «Popular Song» Mutizen - Love and War - 18 июля — KBS «Music Bank» K-Chart #1 - 31 июля — M.net «M! Countdown» #1 - 17 августа — SBS "Popular Song Mutizen                                                              |
| 2009 | - 8282 - 15 марта — SBS «Popular Song» Mutizen - 20 марта — KBS «Music Bank» K-Chart #1 - 22 марта — SBS «Popular Song» Mutizen - 2 апреля — M.net «M! Countdown» #1 - 3 апреля — KBS «Music Bank» K-Chart #1 - 30 апреля — M.net «M! Countdown» #1 |
| 2011 | - Don’t Say Goodbye - 18 сентября — SBS «Popular Song» Mutizen - 2 октября — SBS «Popular Song» Mutizen - 7 октября — KBS «Music Bank» K-Chart #1 - 14 октября — KBS «Music Bank» K-Chart #1                                                        |
| 2013 | - Just the Two of Us - 28 марта — M.net «M! Countdown» #1 - Turtle - 10 апреля — MBC Music «Show Champion» Champion Song |